# Nora Schimming-Chase
Nora Schimming-Chase (1 tháng 12 năm 1940 – 13 tháng 3 năm 2018) là một chính khách người Namibia. Là thành viên của Quốc hội Dân chủ, Schimming-Chase đã là thành viên của Quốc hội Namibia từ năm 2000 đến khi bà qua đời vào năm 2018. Trước khi gia nhập Quốc hội Namibia với phe đối lập, Schimming-Chase là một nhà ngoại giao lâu năm của Bộ Ngoại giao của quốc gia này. Bà là giáo viên và đại diện Liên hiệp Quốc gia Tây Nam Phi tại Dar es Salaam, Tanzania từ năm 1974 đến năm 1978. Bà cũng là đại sứ của Namibia tại Đức từ 1992 đến 1996 và Đại sứ Namibia tại Áo từ 1994 đến 1996.

## Giải thưởng
Schimming-Chase đã được trao Huân chương nổi bật nhất của Namibia: Hạng nhất vào Ngày anh hùng của quốc gia này năm 2014.

## Đời tư
Schimming-Chase là con gái của Otto Schimming, giáo viên da đen đầu tiên ở Namibia và là nhà hoạt động độc lập trong giai đoạn đầu tiên của quốc gia Namibia.

## Qua đời
Cựu nghị sĩ CoD Nora Schimming-Chase đã qua đời vào ngày 13 tháng 3 năm 2018. Tổng thống Hage Geingob đã công bố tin này trên tài khoản Twitter của cá nhân ông. Schimming-Chase là một cựu chiến binh tranh đấu và là đại sứ của Namibia tại Đức từ 1992 đến 1996 và Áo từ 1994 đến 1996. Bà cũng là đại diện của Swanu ở Dar es Salaam, Tanzania trong giai đoạn 1974–1978.